# GMEB1
GMEB1‏ (Glucocorticoid modulatory element binding protein 1) هوَ بروتين يُشَفر بواسطة جين GMEB1 في الإنسان.